# Frits Jansma
Frits Jansma (Krommenie, 5 juli 1951) is een Nederlands acteur.

## Levensloop
Jansma studeerde in Maastricht aan de Stadsakademie voor Beeldende Kunsten, afdeling mode. Daarna volgde hij een studie theater en scenografie aan de Jan van Eyckacademie. Na deze studie werkte hij als decor- en kostuumontwerper. Naast veel theaterwerk was Jansma te zien in gastrollen in films en op tv. Van 1994 tot 2010 speelde hij de rol van JP in Onderweg naar Morgen. Jansma is getrouwd en heeft een dochter.

## Filmografie

### Films
- Amsterdamned (1988) - Bewaker
- De Johnsons (1992) - Lijfwacht
- Het Zakmes (1992) - Drukker

### Tv-series
- Oppassen!!! (1991) - Man op straat
- Vrienden voor het leven (1992) - Eugene
- Pleidooi (1993)
- Vrouwenvleugel (1993) - Man snackbar
- In voor- en tegenspoed (1991-1995)
- Toen was geluk heel gewoon - Seizoen 1 (1994) - Fred Mulder
- Onderweg naar Morgen (1994-2010) - JP
- Flodder  - Afl. Videogeweld (1996) - Automonteur